# Стотт, Этьенн
Этьен Стотт (родился 30 июня 1979 года в Манчестере) — английский слалом-каноист. Участвует в соревнованиях с начала 2000-х годов изначально в дисциплине К-1, потом перешёл на С-2. Олимпийский чемпион в дисциплине С-2 на летних Олимпийских играх 2012 в Лондоне.

## Биография
Этьен Стотт родился в Манчестере. Учился в Biddenham Upper School, в университете Ноттингема. Принимал участие в соревнованиях по гребле на байдарках и каноэ слаломе на чемпионатах мира, Европы и Олимпийских играх. В настоящее время является членом британского союза спортсменов каноэ.
В 2013 году награждён орденом Британской империи (The Most Excellent Order of the British Empire, МВЕ) за заслуги в спорте.

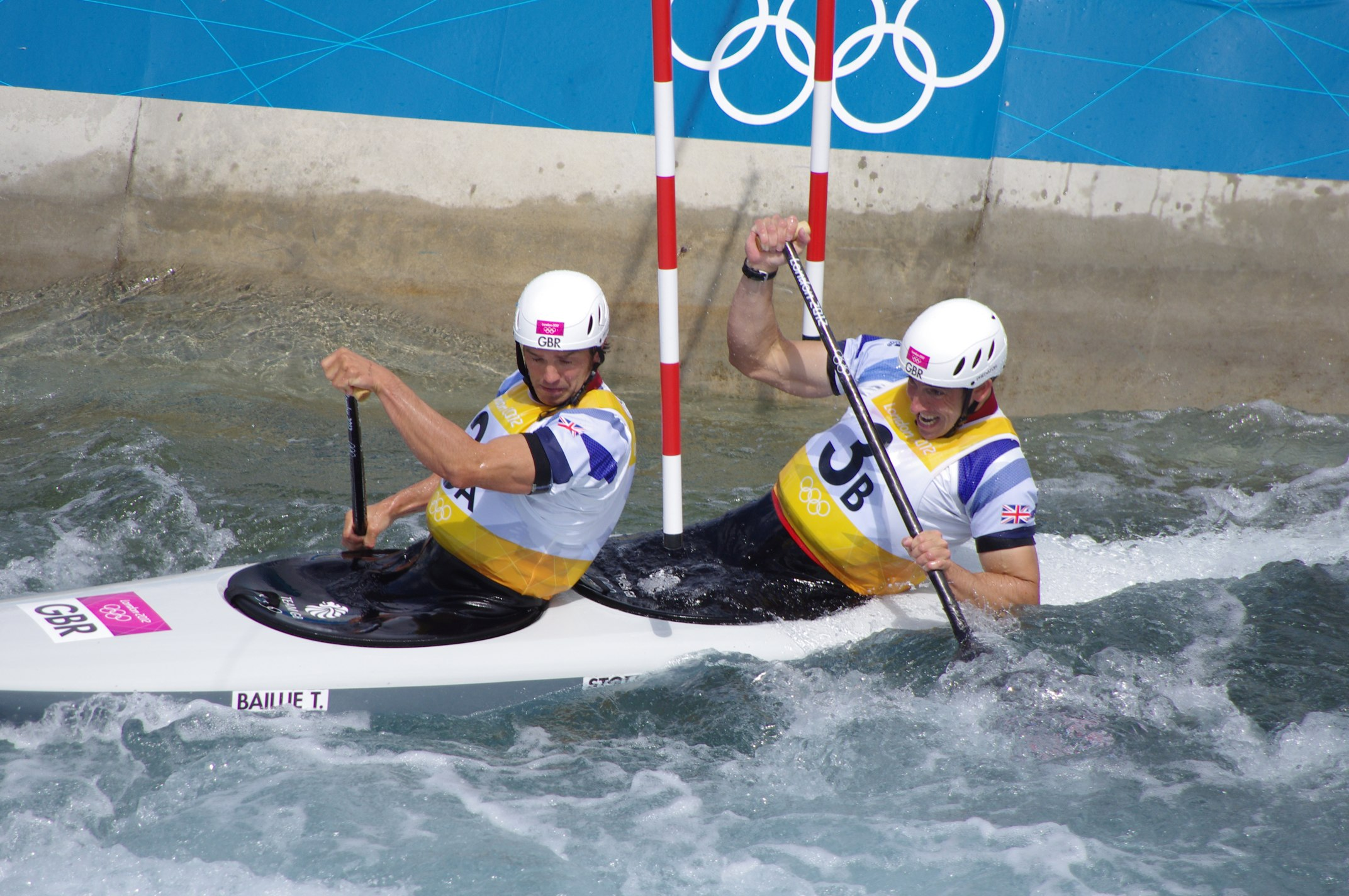
Тимоти Бейли и Этьенн Стотт (справа) на летних Олимпийских играх 2012

## Спортивные достижения
Этьен Стотт и его напарник Тимоти Бэйли завоевали две бронзовые медали в дисциплине C-2 в командных соревнованиях по гребле на байдарках и каноэ слаломе на чемпионатах мира (2009, 2011). В 2009 году на чемпионате Европы по национальным водным видов спорта в Ноттингеме, Англия они также завоевали бронзовую медаль в дисциплине С-2. В 2009 году заняли четвёртое место на чемпионате мира по гребному слалому в Ла-Сеу-д’Уржель. Завоевали серебряную и бронзовую медаль в С-2 общекомандном зачете на чемпионате Европы. В 2012 году в составе британской команды завоевали золото на чемпионате Европы в Аугсбурге в С-2 командном зачете.
На летних Олимпийских играх 2012 года Этьен Стотт и его партнер Тимоти Бэйли завоевали золотую медаль.